# Adolf Theuer

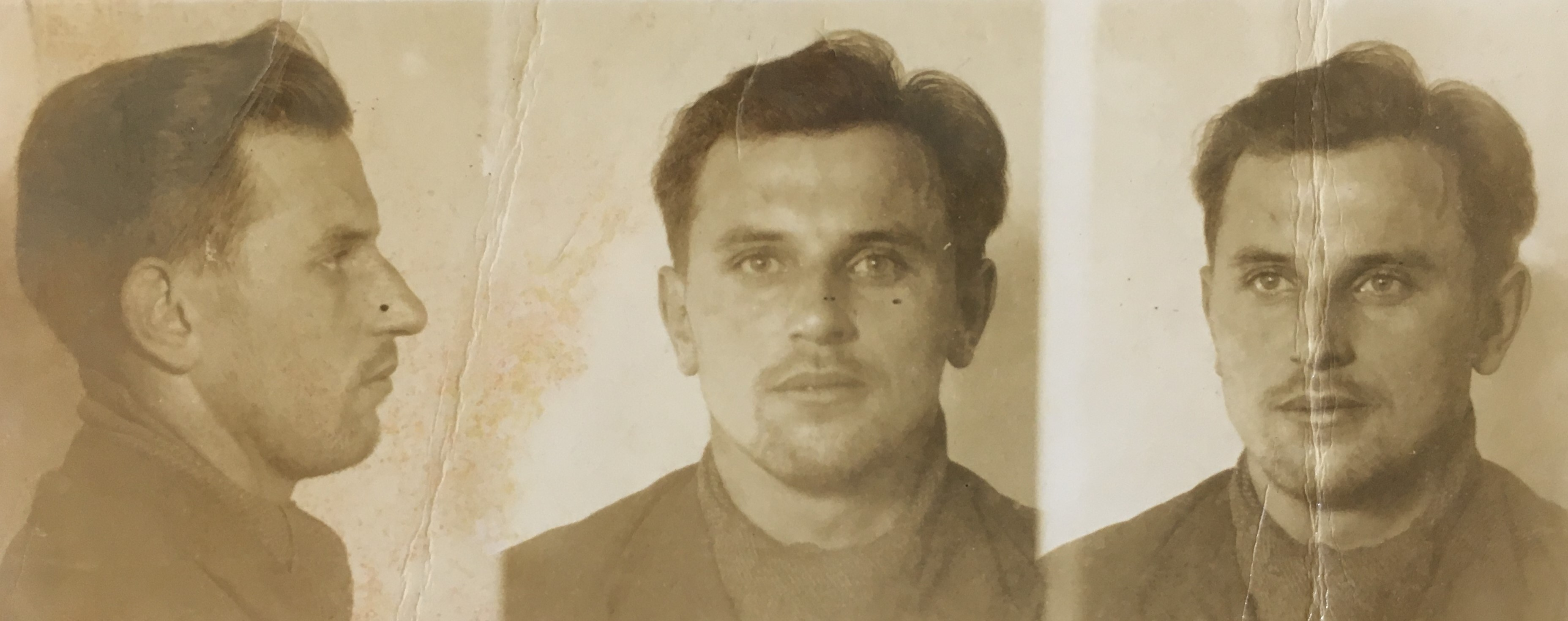
Adolf Theuer, Gefängnisfoto 1946

Adolf Theuer (* 20. September 1920 in Henneberg-Bolatitz, heute zu Okres Opava; † 23. April 1947 in Troppau) war ein deutscher Kriegsverbrecher und Mitglied der SS.
Theuer war von Beruf Maurer. Von 1940 bis 1945 war er Mitglied der SS-Mannschaft im KZ Auschwitz, wo er als SS-Sanitätsdienstgrad und Desinfektor in die Vergasung von Häftlingen involviert war.
Nach der kriegsbedingten Räumung des Lagerkomplexes Auschwitz im Januar 1945 war er im Nebenlager des KZ Buchenwald in Ohrdruf eingesetzt, wo er für Krankenmorde verantwortlich war. Bei der SS wurde er 1941 zum SS-Unterscharführer befördert.
Er wurde nach einem Gerichtsverfahren eines tschechoslowakischen Volksgerichts am 23. April 1947 zum Tode verurteilt und gehängt.